# UCI Road World Rankings
L'UCI Road World Ranking ("classifica mondiale UCI su strada"), denominata "classifica FICP" fino al 1992, era un sistema di classificazione per il ciclismo su strada utilizzato dall'Unione Ciclistica Internazionale dal 1984 al 2004, basato sui risultati conseguiti dai corridori in tutte le corse del calendario UCI disputate nell'anno solare.
L'irlandese Sean Kelly fu il primo numero uno della classifica nel marzo 1984 e fu anche il leader di fine stagione della classifica per i primi cinque anni, dal 1984 al 1988 inclusi. L'unico altro corridore ad avvicinarsi al dominio di Kelly fu Laurent Jalabert che si aggiudicò la classifica di fine anno dal 1995 al 1997 e ancora nel 1999.
Dal 1989 al 2004 la graduatoria fu mantenuta in parallelo a quella della Coppa del mondo di ciclismo su strada, che faceva riferimento ai soli punti ottenuti dai ciclisti nelle principali corse in linea. Entrambe le classifiche furono rimpiazzate alla fine del 2004 con l'edizione inaugurale dell'UCI ProTour e dei circuiti continentali UCI.

## Albo d'oro
Aggiornato a fine 2004.

### Classifica individuale di fine anno
| Anno | Primo                | Secondo            | Terzo               |
| ---- | -------------------- | ------------------ | ------------------- |
| 1984 | Sean Kelly           | Giuseppe Saronni   | Bernard Hinault     |
| 1985 | Sean Kelly           | Phil Anderson      | Bernard Hinault     |
| 1986 | Sean Kelly           | Greg LeMond        | Adrie van der Poel  |
| 1987 | Sean Kelly           | Stephen Roche      | Adrie van der Poel  |
| 1988 | Sean Kelly           | Charly Mottet      | Steven Rooks        |
| 1989 | Laurent Fignon       | Charly Mottet      | Sean Kelly          |
| 1990 | Gianni Bugno         | Claudio Chiappucci | Charly Mottet       |
| 1991 | Gianni Bugno         | Miguel Indurain    | Claudio Chiappucci  |
| 1992 | Miguel Indurain      | Tony Rominger      | Claudio Chiappucci  |
| 1993 | Miguel Indurain      | Tony Rominger      | Maurizio Fondriest  |
| 1994 | Tony Rominger        | Miguel Indurain    | Claudio Chiappucci  |
| 1995 | Laurent Jalabert     | Tony Rominger      | Miguel Indurain     |
| 1996 | Laurent Jalabert     | Alex Zülle         | Bjarne Riis         |
| 1997 | Laurent Jalabert     | Jan Ullrich        | Michele Bartoli     |
| 1998 | Michele Bartoli      | Laurent Jalabert   | Abraham Olano       |
| 1999 | Laurent Jalabert     | Michael Boogerd    | Frank Vandenbroucke |
| 2000 | Francesco Casagrande | Erik Zabel         | Romāns Vainšteins   |
| 2001 | Erik Zabel           | Erik Dekker        | Davide Rebellin     |
| 2002 | Erik Zabel           | Lance Armstrong    | Paolo Bettini       |
| 2003 | Paolo Bettini        | Erik Zabel         | Alessandro Petacchi |
| 2004 | Damiano Cunego       | Paolo Bettini      | Erik Zabel          |